# 히로덴미야지마구치역
히로덴미야지마구치역(일본어: 広電宮島口駅)은 일본 히로시마현 하쓰카이치시에 위치한 히로시마 전철 미야지마 선의 철도역이다. 이 노선의 종착역이자, 역 번호는 M 39이며, 단선 · 섬식의 형태를 합친 2면 3선 구조의 복합 승강장을 갖춘 지상역이다.

## 이용 현황
| 연도 | 1일 평균 승하차 인원 |
| ---- | -------------------- |
| 1998 | 5,702                |
| 1999 | 4,726                |
| 2000 | 5,142                |
| 2001 | 4,910                |
| 2002 | 4,846                |
| 2003 | 4,828                |
| 2004 | 4,637                |
| 2005 | 4,832                |
| 2006 | 4,976                |
| 2007 | 5,328                |
| 2008 | 5,627                |
| 2009 | 5,427                |
| 2010 | 4,948                |
| 2011 | 5,218                |
| 2012 | 5,408                |
| 2013 | 5,339                |
| 2014 | 5,336                |
| 2015 | 5,434                |
| 2016 | 5,860                |

## 역 주변
- JR 서일본 산요 본선 미야지마구치역
- 국도 제2호선
- 히로시마 현도 43호 이쿠쓰시마코엔 선

## 역사
- 1931년 2월 1일 : 신미야지마 - 당 역 간 연장, 미야지마 선의 전체 개통에 의해 덴샤미야지마역으로서 개업. 역사가 설치됨.
- 1944년 7월 21일 : 미야지마 선의 덴샤하쓰카이치 - 당 역 간의 선로가 복선에서부터 단선으로 변경.
- 1950년 7월 24일 : 덴샤하쓰카이치 - 당 역 간의 선로가 복선으로 재전환.
- 1961년 6월 1일 : 덴샤미야지마역으로 개칭.
- 1983년 6월 24일 : 저상 승강장의 4번 승강장을 신설.
- 1994년 7월 20일 : 역사 신축.
- 2001년 10월 1일 : 히로덴미야지마구치역으로 개칭.

## 인접 역
| 히로시마 전철 미야지마 선                 | 히로시마 전철 미야지마 선 | 히로시마 전철 미야지마 선 |
| ----------------------------------------- | ------------------------- | ------------------------- |
| M 38 히로덴아지나 히로덴니시히로시마 방면 | ■ 미야지마 선             | 시·종착역                 |